# Drangey
Drangey (sau Drang) este o insulă nelocuită de origine vulcanică situată în fiordul Skagafjörður, localizat în partea de nord a Islandei. Se ridică la 180 m deasupra apei și are o suprafață de circa 0,2 km2.